# Vicepresidente de Uruguay
La vicepresidenta de la República Oriental del Uruguay es quien ejerce el cargo de presidente de la República en caso de ausencia de este. Ejerce, mientras el presidente se encuentre en sus funciones, la Presidencia de la Cámara de Senadores y de la Asamblea General.
Presidente y vicepresidenta son electos por elección popular directa. Se eligen en una misma candidatura presentada por el respectivo partido. En caso de que ninguna candidatura obtenga la mayoría absoluta de los votos, se procede a una segunda vuelta entre las dos primeras mayorías. En dicha votación resulta ganadora la candidatura que obtenga la mayoría absoluta de los votos. Actualmente, Carolina Cosse es quien ocupa la vicepresidencia de Uruguay, sucediendo en el cargo a Beatriz Argimón.

## Historia
El cargo de vicepresidente de la República fue instaurado en la Constitución de 1934, ratificada mediante plebiscito el 19 de abril de ese año. Anteriormente, en caso de vacancia del presidente de la República, asumía el presidente del Senado.
El texto establecía: El Presidente y el Vicepresidente de la República serán elegidos conjunta y directamente por el pueblo, a mayoría simple de votantes, mediante el sistema del doble voto simultáneo y sin que en ningún caso pueda efectuarse la acumulación por sub-lemas. No obstante, una disposición transitoria establecía que para el período comprendido entre 1934 y 1938 serían presidente y vicepresidente de la República los ciudadanos elegidos por la III Convención Nacional Constituyente, lo que le permitió al por ese entonces dictador, Gabriel Terra, mantenerse en el poder por cuatro años más, aunque de no de manera inconstitucional. De esa forma, el primer vicepresidente que tuvo la República, Alfredo Navarro, fue elegido mediante ese procedimiento.
Tras la salida de Terra del poder y la llegada de Alfredo Baldomir, un nuevo texto constitucional fue redactado y aprobado por la ciudadanía el 29 de noviembre de 1942, el mismo día en que se realizaron las elecciones nacionales para elegir al presidente y vicepresidente de la República. Esta nueva constitución mantenía el cargo de vicepresidente sin modificaciones.
La Constitución de 1952 establecía un sistema ejecutivo colegiado, el Consejo Nacional de Gobierno, el cual estaba integrado por nueve consejeros electos en forma directa por cuatro años, sin reelección inmediata. Al lema más votado le correspondían seis consejeros y tres al que le seguía. El presidente del Consejo se designaba rotativamente en forma anual entre los miembros del lema más votado y por orden de ubicación en la lista en forma decreciente. De esta manera se eliminaba nuevamente la figura del vicepresidente de la República. 
En 1967 se aprobó un nuevo texto constitucional, plebiscitado el 27 de noviembre de 1966. Este eliminó el Consejo Nacional de Gobierno y retomó el sistema presidencial, manteniendo también la figura del vicepresidente. Este texto (con algunas modificaciones) es el que sigue vigente en Uruguay hasta la actualidad.
Durante la dictadura de 1973-1985 no hubo vicepresidente.
Es de destacar que, toda vez que el vicepresidente asume transitoriamente la Presidencia de la República por ausencia o incapacidad del titular, la Vicepresidencia es transitoriamente ocupada por aquel senador de la lista más votada del mismo partido al que pertenecen el presidente y el vicepresidente que le siga en orden de titularidad, y así sucesivamente. Por eso se ha visto desfilar por la Presidencia de la Asamblea General a numerosos senadores: Walter Santoro, Luis Bernardo Pozzolo, Eleuterio Fernández Huidobro, Lucía Topolansky, etc.

## Lista de vicepresidentes de Uruguay

Exvicepresidentes vivos
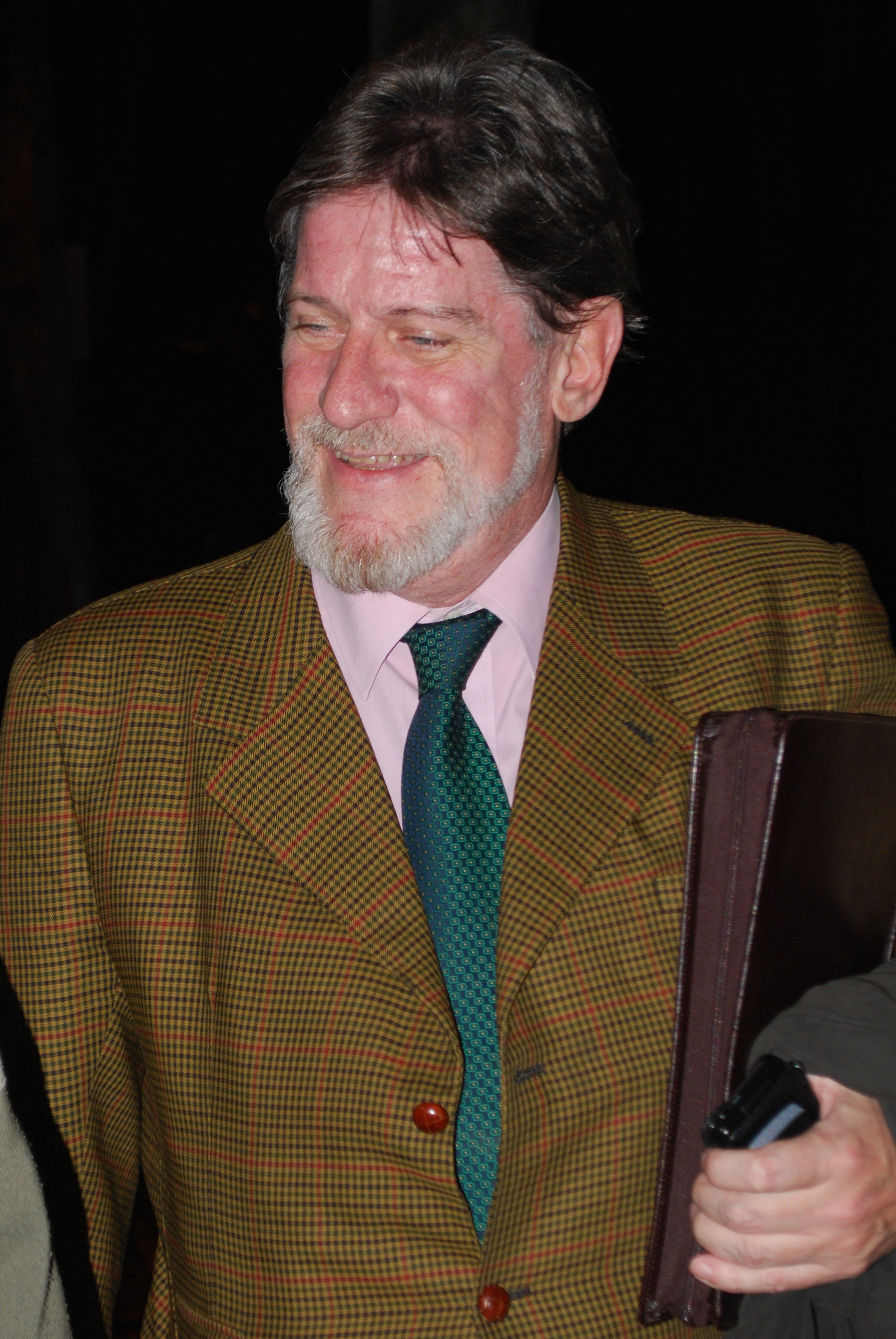
Luis Hierro López 13°. (2000-2005)
78 años
Completó su ejercicio hace 20 años, 5 meses y 13 días
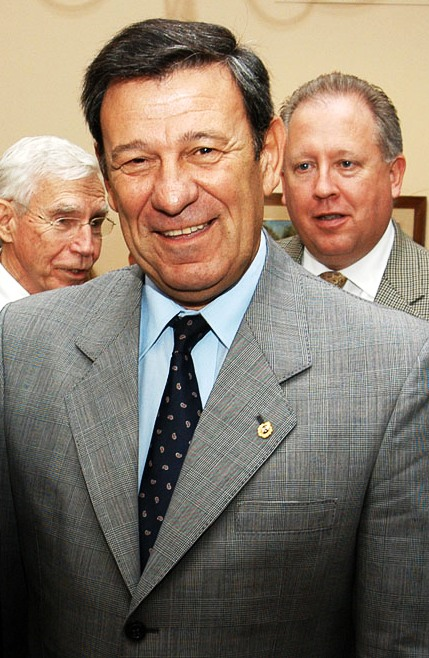
Rodolfo Nin Novoa 14°. (2005-2010)
77 años
Completó su ejercicio hace 15 años, 5 meses y 13 días
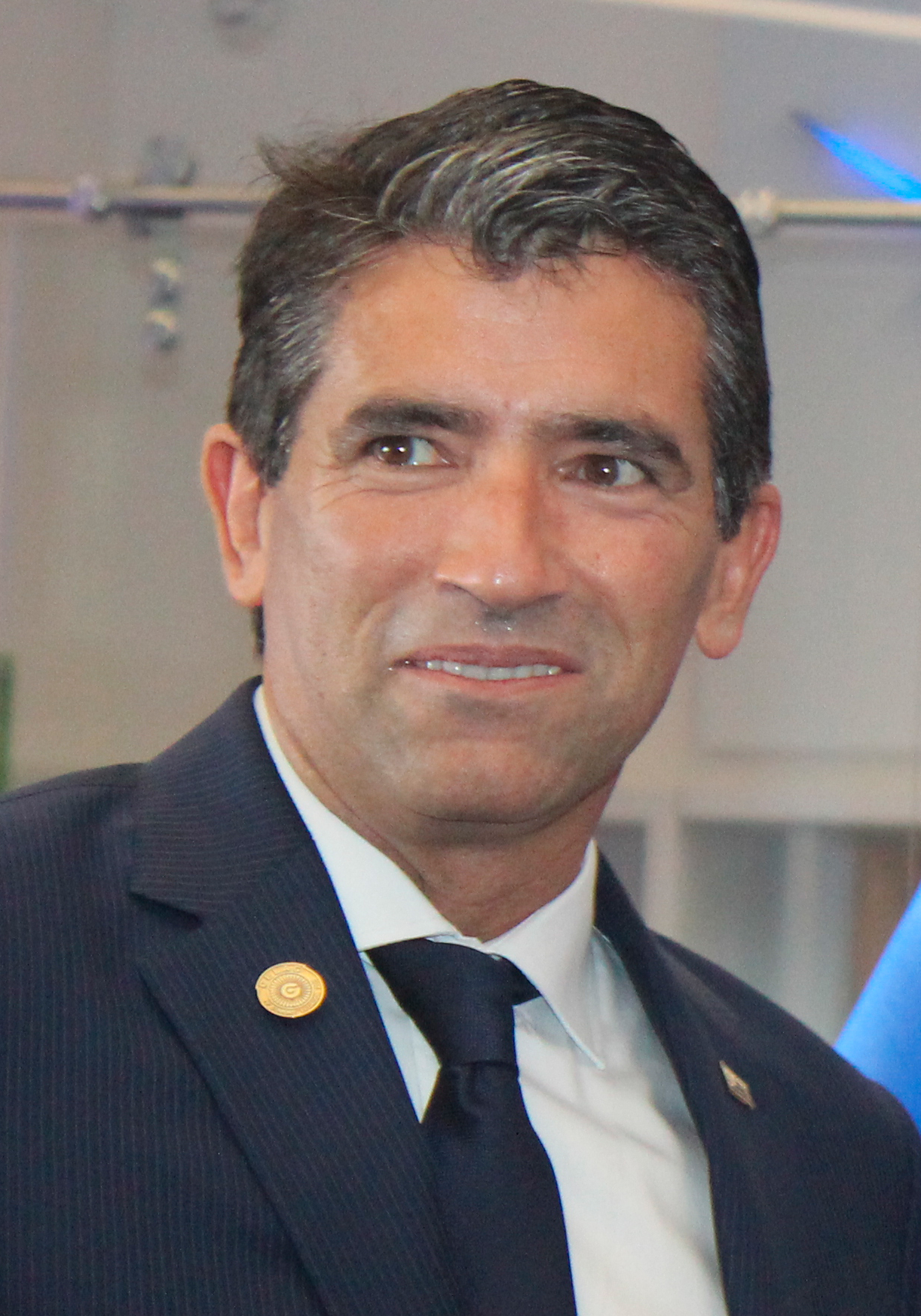
Raúl Sendic Rodríguez 16°. (2015-2017) 62 años Renunció a su cargo hace 7 años, 11 meses y 1 día
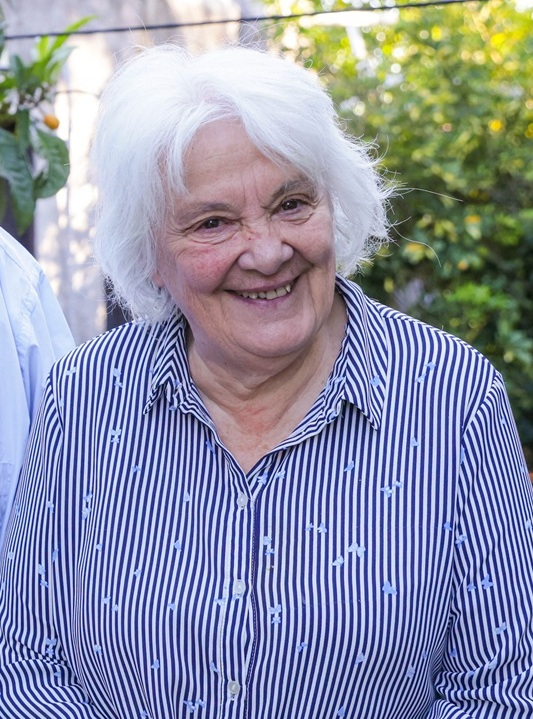
Lucía Topolansky 17°. (2017-2020)
80 años
Completó su ejercicio hace 5 años, 5 meses y 13 días
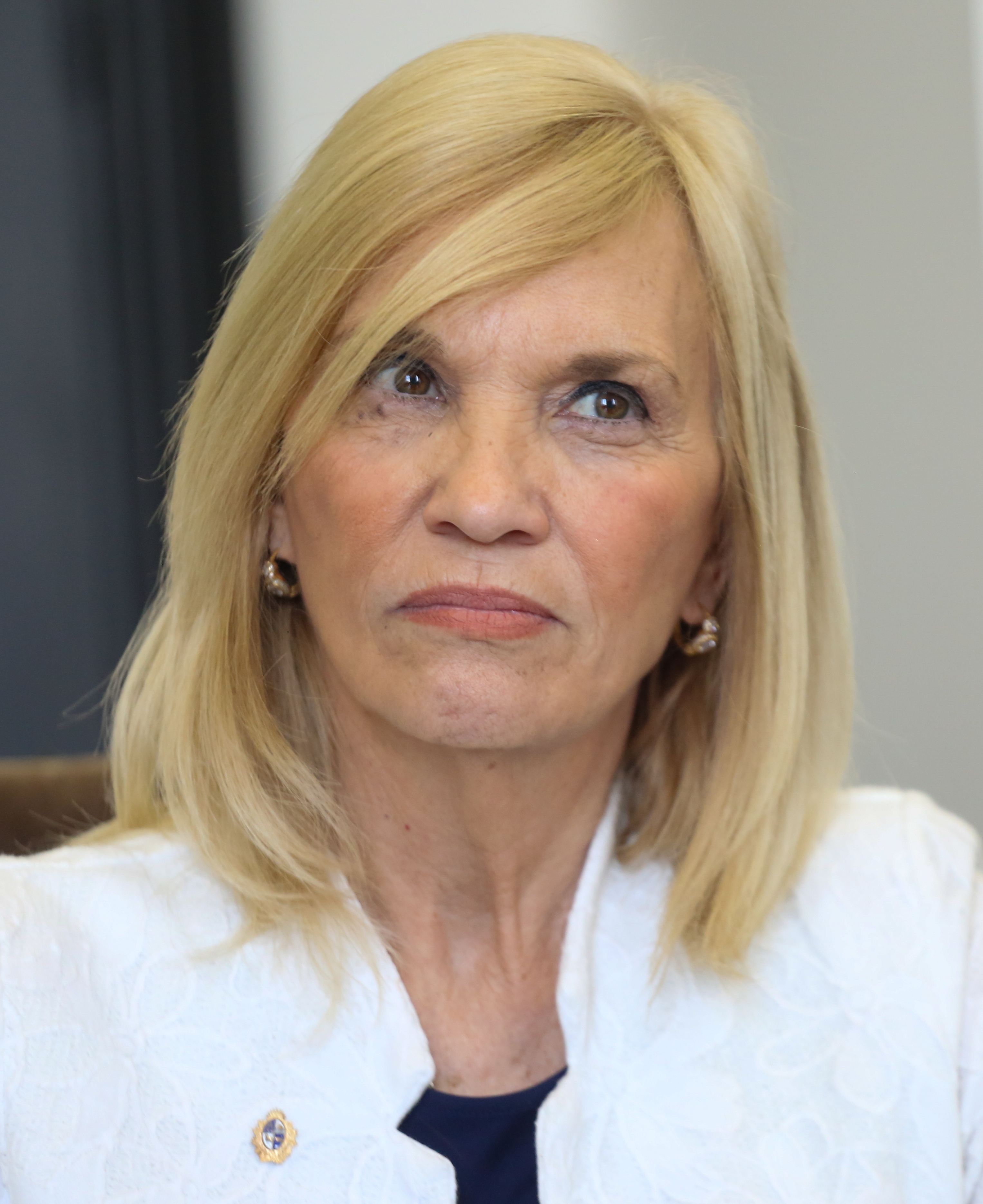
Beatriz Argimón 18°. (2020-2025) 64 años Completó su ejercicio hace 5 meses y 13 días

### Casos de sucesión vicepresidencial
| Sucesor                 | Partido | Partido          | Cargo anterior del sucesor              | Fecha                    | Motivo de la sucesión |
| ----------------------- | ------- | ---------------- | --------------------------------------- | ------------------------ | --- |
| Alfeo Brum              |         | Partido Colorado | Primer senador del partido más votado   | 2 de agosto de 1947      | Muerte del presidente Tomás Berreta y por consiguiente la asunción de Luis Batlle Berres como presidente. |
| Alberto Abdala          |         | Partido Colorado | Primer senador del partido más votado   | 6 de diciembre de 1967   | Muerte del presidente Óscar Diego Gestido y por consiguiente la asunción de Jorge Pacheco Areco como presidente. |
| Hugo Fernández Faingold |         | Partido Colorado | Primer senador del partido más votado   | 3 de octubre de 1998     | Muerte del vicepresidente Hugo Batalla. |
| Lucía Topolansky        |         | Frente Amplio    | Segunda senadora del partido más votado | 13 de septiembre de 2017 | Renuncia del vicepresidente Raúl Sendic Rodríguez. José Mujica, quien era el primer senador del partido más votado, no podía asumir la vicepresidencia debido a que había ejercido como Presidente en el período anterior. |

### Miscelánea
- César Charlone (5 de octubre de 1895 - 8 de mayo de 1973) fue el vicepresidente más joven al asumir el cargo (42 años, 8 meses y 14 días).
- Lucía Topolansky (nacida el 25 de setiembre de 1944) fue la vicepresidenta de mayor edad al asumir el cargo (72 años, 11 meses y 18 días).
- César Charlone fue el vicepresidente que vivió mayor tiempo luego de dejar la vicepresidencia (31 años, 2 meses y 15 días); falleció con 77 años, 7 meses y 3 días.
- Danilo Astori (23 de abril de 1940 - 10 de noviembre de 2023) fue el vicepresidente que vivió menos tiempo luego de finalizar su mandato (8 años, 8 meses y 9 días). Pero a su vez, fue el más longevo: falleció con 83 años, 6 meses y 17 días.
- Alberto Abdala (8 de abril de 1920 — 13 de enero de 1986) fue el vicepresidente menos longevo: falleció con 65 años, 9 meses y 5 días.
- Hugo Batalla (11 de julio de 1926 - 3 de octubre de 1998) ha sido, a la fecha, el único vicepresidente que falleció en el cargo.
- Jorge Pacheco Areco (9 de abril de 1920 - 29 de julio de 1998) fue el primer vicepresidente nacido en el siglo XX.
- Desde el 13 de setiembre de 2017 a la fecha (durante 7 años, 11 meses y 1 día), la vicepresidencia ha sido ocupada por mujeres de manera ininterrumpida: Lucía Topolansky (la primera mujer en ocupar el cargo, en su caso, tras la renuncia de Raúl Sendic), Beatriz Argimón (la primera mujer electa directamente para el cargo), y Carolina Cosse.
- Alfeo Brum (22 de marzo de 1898 - 25 de febrero de 1972) fue el primer vicepresidente nacido en el interior (departamento de Salto).
- Jorge Sapelli (8 de marzo de 1926 — 13 de enero de 1996) fue el único vicepresidente que renunció en oposición a un golpe de estado, en 1973.
- Luis Batlle Berres (26 de noviembre de 1897 - 15 de julio de 1964) fue el vicepresidente que duró menos tiempo en su cargo (5 meses y 1 día).
- Enrique Tarigo  (15 de sepiembre de 1927 — 14 de diciembre de 2002) ha sido, a la fecha, el único vicepresidente que no había ocupado ningún cargo público antes de ser electo a la vicepresidencia, ni tampoco volvió a ocupar cargo alguno.
- Rodolfo Nin Novoa (nacido el 25 de enero de 1948) y Carolina Cosse (nacida el 25 de diciembre de 1961) han sido, a la fecha, los únicos vicepresidentes que fueran anteriormente intendentes de un departamento (Cerro Largo y Montevideo, respectivamente).
- Alberto Abdala ha sido, a la fecha, el único vicepresidente que, antes de acceder al cargo, había ocupado un cargo con rango presidencial, en carácter de integrante del Consejo Nacional de Gobierno entre 1963 y 1967.

## Sede

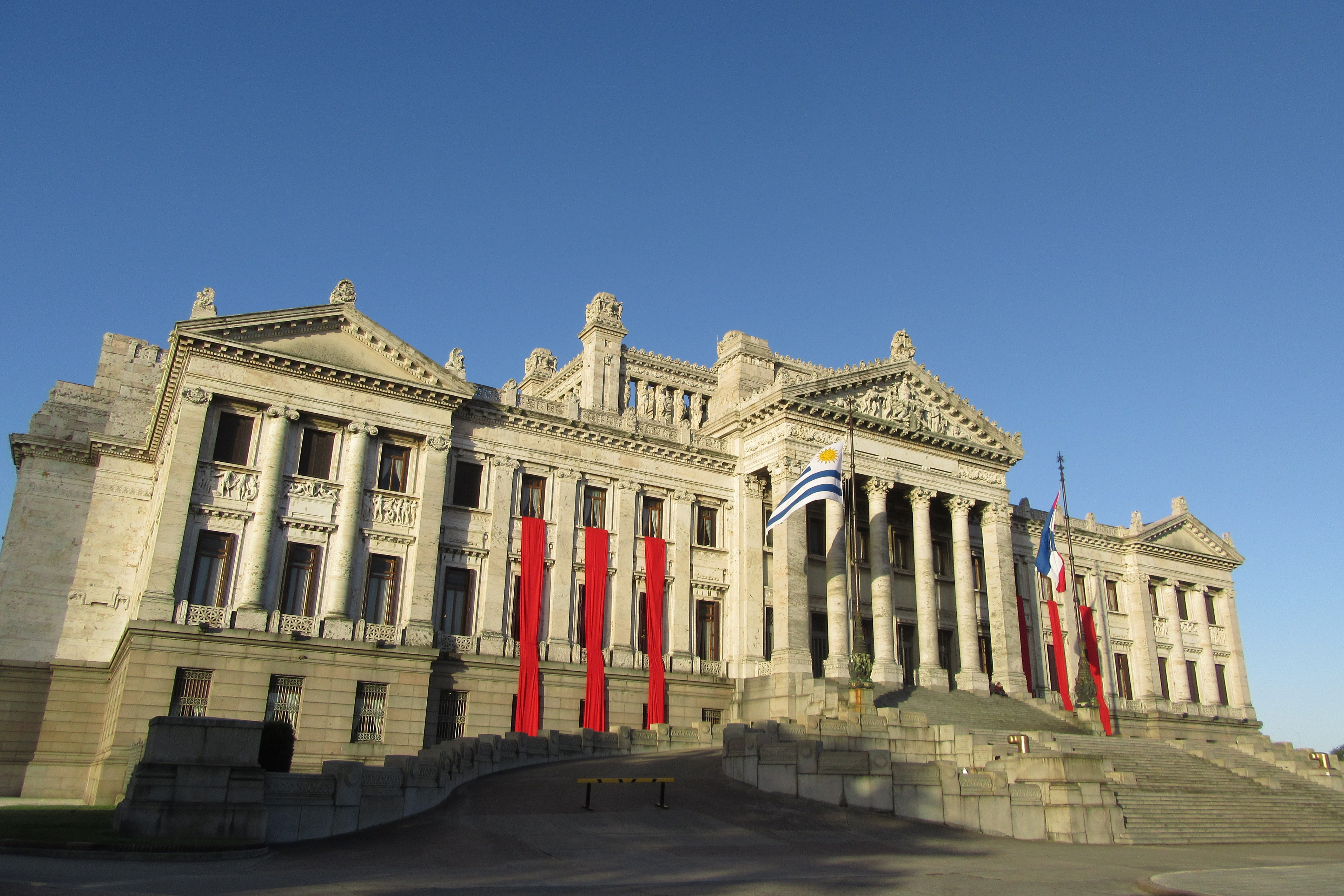
Palacio Legislativo

La oficina y sede de vicepresidencia se encuentra en el Palacio Legislativo.